# Un poison nommé Rwanda
 (mai 2025).
Motif : A part un renvoi vers la site de l'éditeur, pas de sources neutres et centrées depuis la création de la page il y a 15 ans.
- Archive Wikiwix
- Bing
- Cairn
- DuckDuckGo
- E. Universalis
- Gallica
- Google
- G. Books
- G. News
- G. Scholar
- Persée
- Qwant
- (zh) Baidu
- (ru) Yandex
- (wd) trouver des œuvres sur Wikidata

| 1. | Préciser le motif de la pose du bandeau. | Précisez le motif de la pose du bandeau en utilisant la syntaxe suivante : {{admissibilité à vérifier\|date=mai 2025\|motif=remplacez ce texte par le motif}}                               |
| 2. | Informer les utilisateurs concernés.     | Pensez à avertir le créateur de l'article, par exemple, en insérant le code ci-dessous sur sa page de discussion : {{subst:avertissement admissibilité à vérifier\|Un poison nommé Rwanda}} |

Un poison nommé Rwanda est un roman policier écrit par Catherine Fradier en 1998 dans la collection « Le Poulpe ».
Le titre est un jeu de mots avec celui du film Un poisson nommé Wanda.

## Résumé
Juste avant la fermeture, Chéryl voit un Rwandais surgir dans son salon de coiffure. Mais il n'a pas besoin d'une coupe de cheveux, il est à la recherche d'un refuge. Chéryl, effrayée par l'homme, n'a d'autre choix que d'accepter ce qu'il demande, et va l'aider à se cacher. Quelques minutes après son entrée, le Rwandais remercie Chéryl, et s'en va. La jeune femme rentre alors chez elle, et, quelques instants après, l'homme est abattu dans la rue juste en dessous. Le lendemain, elle va retrouver, dans son salon, des photos compromettant les militaires français dans le génocide rwandais. À partir de ce moment-là, Chéryl va être impliquée dans cette affaire de crime malgré elle. Dans cette aventure, elle sera aidée du Poulpe et de son amie Véra.

## Les personnages principaux
- Chéryl : C'est l'héroïne principale de l'histoire. C'est elle qui va trouver les documents, et contacter ses amis pour l'enquête.
- Véra : C'est une amie de Chéryl. Elle va l'aider dans l'affaire de meurtre du Rwandais.